# Les oiseaux le font, les abeilles aussi
Pour plus de détails, voir Fiche technique et Distribution.
 Les oiseaux le font, les abeilles aussi (titre original : Birds Do It, Bees Do It) est un film documentaire américain réalisé par Nicolas Noxon (en) et Irwin Rosten (en), sorti en 1974 au cinéma. 
Le film traite de la sexualité animale. Le film est narré par Lee Bergere dans la version originale.

## Fiche technique
- Titre :  Les oiseaux le font, les abeilles aussi
- Titre original : Birds Do It, Bees Do It
- Réalisation :	Nicolas Noxon (en) et Irwin Rosten (en)
- Scénario : Nicolas Noxon (en)
- Photographie : Albert Kohn, David Oyster
- Montage : Bea Dennis, James T. Heckert, Peter C. Johnson, Bert Lovitt, Chuck Montgomery
- Musique : Gerald Fried
- Producteurs : Nicolas Noxon (en), Irwin Rosten (en)
- Producteurs associés : Malcolm Leo, Alex Pomasanoff
- Producteur exécutif : Mel Stuart
- Société de production : Columbia Pictures, Romax Productions, Wolper Pictures
- Société de distribution : Columbia Pictures
- Pays d'origine :  États-Unis
- Langue de tournage : Anglais américain
- Format : Couleur — 35 mm — 1,85:1 — Son : Mono
- Genre : Film documentaire
- Durée : 89 minutes (1 h 29)
- Dates de sortie :
  - France : 14 mai 1974 (Festival de Cannes) | 18 juin 1975 (sortie nationale)
  - États-Unis : 15 novembre 1974 (Cincinnati, Ohio) | 26 février 1975 (Los Angeles, Californie)
  - Japon : 26 avril 1975
  - Allemagne de l'Ouest : 27 juin 1975

## Distribution
- Lee Bergere : le narrateur

## À noter
- Le film a été projeté hors compétition lors du Festival de Cannes le 14 mai 1974.

## Récompenses et distinctions

### Nominations
- Le film fut nommé dans la catégorie Oscar de la meilleure musique de film, musique composée par Gerald Fried, lors de la 48e cérémonie des Oscars.
- Le film fut nommé dans la catégorie Golden Globe du meilleur documentaire lors de la 32e cérémonie des Golden Globes.